# Big Inch
Big Inch y Little Big Inch, mejor conocidos como los Ductos Inch, son oleoductos que se extienden desde Texas a Nueva Jersey.
Fueron construidos como medida de emergencia de la guerra entre 1942 y 1944. Hasta la Segunda Guerra Mundial, los productos de petróleo habían sido transportados de los yacimientos petrolíferos de Texas hasta el Noreste de Estados Unidos mediante barcos petroleros. Con la entrada de los Estados Unidos en la guerra, este eslabón vital fue atacado por submarinos alemanes, amenazando tanto los suministros al este de los Estados Unidos como las conexiones con Gran Bretaña. Fueron concebidos como un medio para transportar mayor cantidad de petróleo por una ruta interior y segura, con la ventaja adicional de liberar los barcos para otras tareas. En el momento de su construcción, eran los oleoductos más largos que se habían construido. Aún se encuentran en funcionamiento.

## Historia

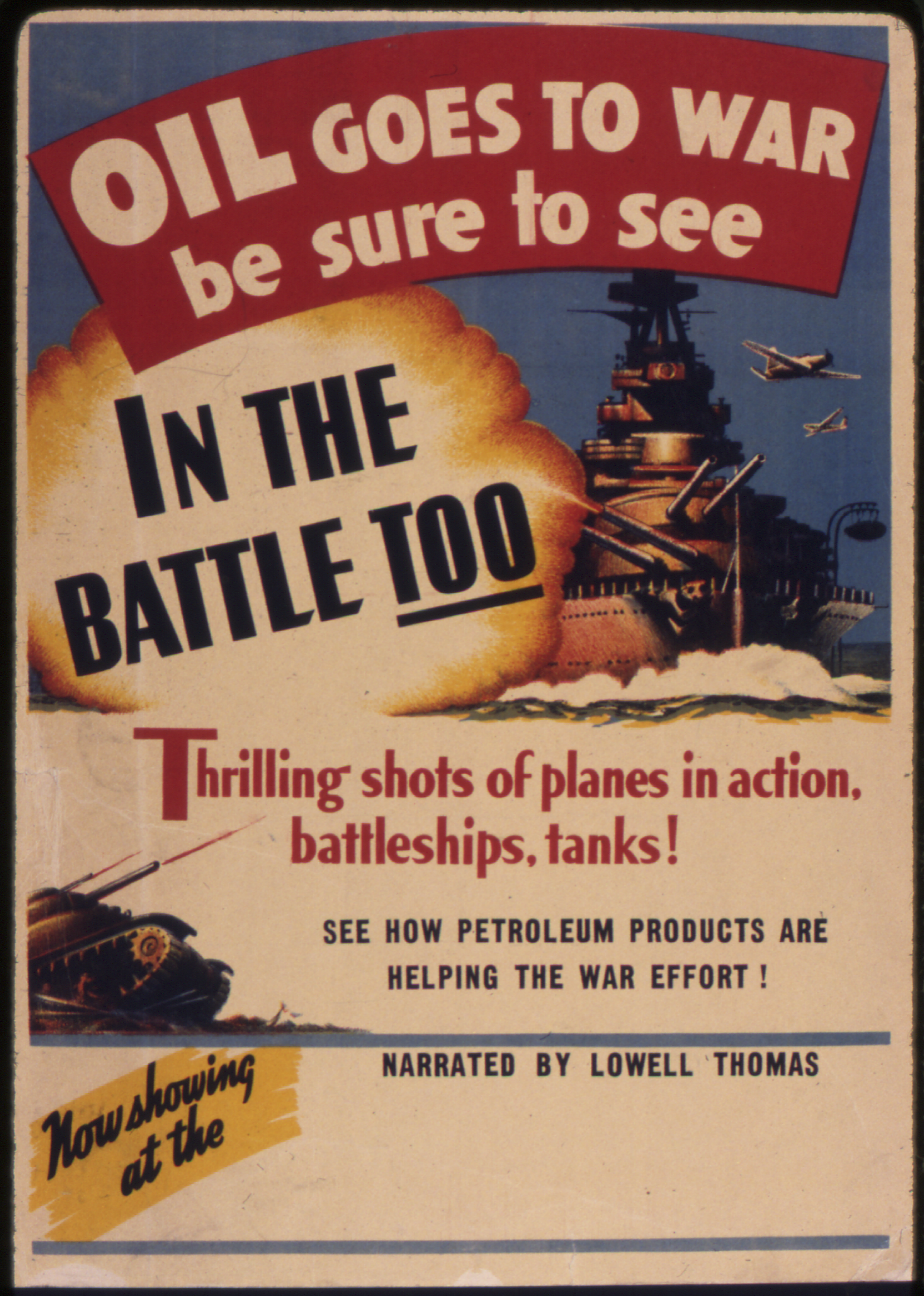
Póster anunciando la importancia del petróleo en el esfuerzo estadounidense durante la guerra

Para el tiempo en que Estados Unidos entró a la Segunda Guerra Mundial en el año de 1941, el petróleo era parte vital de las operaciones militares alrededor del mundo. Estados Unidos producía el 60 por ciento del petróleo crudo del mundo, el sureste del estado de Texas lideraba esta producción, produciendo más del doble de crudo que cualquier otro estado. La industria abarcaba un puñado de grandes productores y más de 3.500 operadores pequeños.
La costa noreste de los Estados Unidos dependía de estas provisiones de petróleo, importando tanto crudo como productos refinados. A lo largo de Texas, existía poco interés en la construcción de ductos para el transporte de petróleo, y el petróleo era típicamente transportado desde el suroeste de los Estados Unidos hacia la costa noreste, utilizando tanto fletes marinos como transporte ferroviario. En la época de 1941, 70.000 barriles de petróleo fueron transportados a través de las vías ferroviarias cada día, pero el costo era elevado; y el petróleo a granel era movido utilizando barcazas, algunas con una capacidad de hasta de 15.000 barriles, operando entre ríos y la costa del Atlántico.
Con el estallido de la guerra, las rutas marítimas del este de los Estados Unidos fueron atacadas por submarinos alemanes. La defensa naval de los Estados Unidos estaba muy limitada en número y extremadamente obsoleta; entre enero y abril de 1942, entre otras pérdidas navales, 46 tanques de aceite fueron hundidos y 16 dañados. El problema se agravó cuándo 50 buques cisterna fueron enviados para ayudar al Reino Unido en 1941. Las aseguradoras rehusaron cubrir los buques restantes y los niveles de petróleo crudo que suplían al noreste desde el Golfo de Texas colapsaron.
En respuesta, se tomaron medidas para la mejor protección de los buques contra los ataques, pero las pérdidas se mantuvieron hasta que en abril de 1942, fue prohibido su uso en las rutas del noreste por la Armada de los Estados Unidos. El gobierno y la industria tomaron medidas para maximizar el uso de las vías ferroviarias, la cantidad de petróleo transportado por estas vías fue diez veces mayor, pero existía escasez de carros capaces de transportar tanques, y la flotilla existente se encontraba en malas condiciones. El gobierno de los Estados Unidos comenzó a examinar opciones para hacer uso de ductos y para satisfacer la demanda de petróleo en el noreste.

## Concepción del proyecto

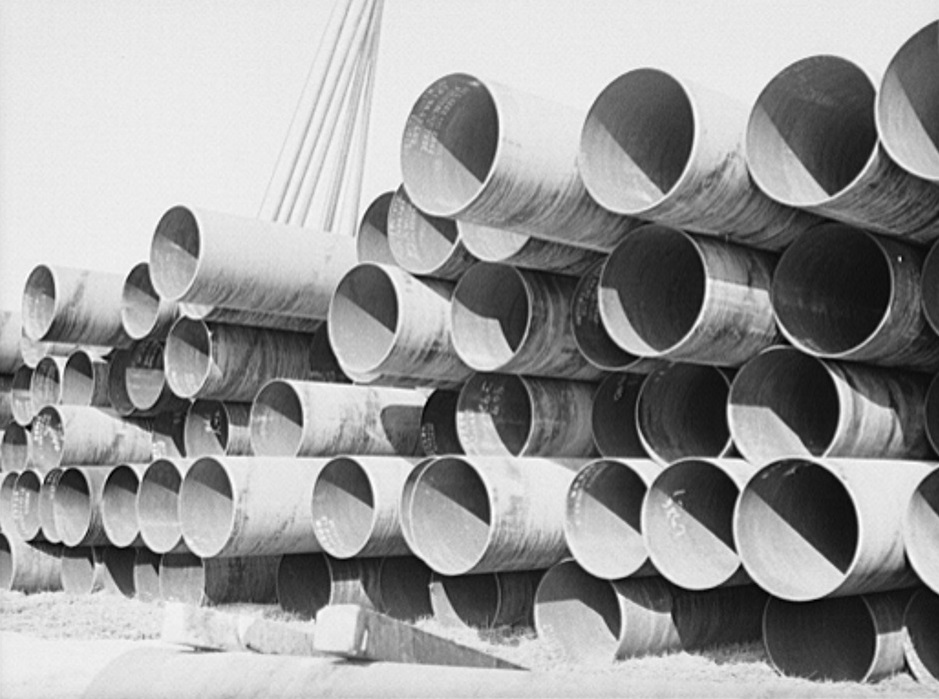
Tubos para Big Inch apilados en las vías del tren, febrero de 1943

Transportar el petróleo a través de ductos desde el suroeste hasta el noreste era una opción potencialmente atractiva para el gobierno de los Estados Unidos, puesto que sería protegido de ataques submarinos y podría operar eficientemente a pesar del clima. Los ductos habían sido usados en la industria desde 1862, pero para la época de 1930 medían solamente 20,32 cm de diámetro, eran capaces de entregar 20.000 barriles de petróleo al día; podían ser construidos ductos más grandes, pero debido a las debilidades estructurales no podían operar a presiones regulares. La tecnología para construir ductos de alta presión con medidas mayores a 30,48 cm comenzó a surgir durante la década antes de la guerra, pero su uso no era viable comercialmente.
El concepto de construir ductos fue propuesto primero en 1940 por el secretario interino de los Estados Unidos, Harold Ickes, quién argumentó que "La construcción de ductos de petróleo crudo desde Texas hasta el Este no es económicamente racional, pero en el caso de una emergencia puede ser absolutamente necesario". Un consorcio dirigido por Standard Oil de Nueva Jersey presentó una oferta para construir un ducto en la primavera de 1941, pero el plan falló, debido a preocupaciones sobre la cantidad de acero que se requería para tal proyecto. En mayo de 1941, Ickes fue nombrado como el coordinador de petróleo para la Defensa Nacional, y en diciembre de 1942 se convirtió en Director de la Administración del Petróleo para la guerra. Se aprobaron nuevas leyes para permitir la construcción de los ductos necesarios para el esfuerzo de la guerra, incluyendo la compra obligatoria de tierra en régimen de derecho de dominio (eminent domain).
La planificación inicial para los ductos Inch comenzó el 15 de mayo de 1941, con una reunión de Harold L. Ickes con comisionados de la industria petrolera, que encargaron un estudio aéreo de la posible ruta. Un diseño preliminar se encontraba listo en septiembre. Un consorcio de importantes compañías petroleras formó una nueva compañía, Ductos National Defense, para construir ductos a lo largo de la ruta. Sin embargo, el Consejo de Prioridad de Oferta y Asignación, se negó a aprobar el acero necesario, y el plan del consorcio fue disuelto poco antes del estallido de la guerra. Después del comienzo de la guerra, y el consecuente deterioro de las rutas marítimas para el transporte de petróleo, representantes de la industria petrolera se reunieron en marzo de 1942, para decidir una nueva estrategia con respecto a los ductos, concretada en el Plan Tulsa. El plan incluía la construcción de los Ductos Inch, para lo cual el acero fue finalmente aprobado por la Administración de Producción de Guerra el 10 de junio.
Una vez que la oferta de acero hubo sido aceptada, una cantidad inicial de 35 millones de dólares fue prestada por el gobierno a través de Reconstruction Finance Corporation, que tenía y administraba la operación de los ductos a través de sus subsidiarias; las compañías Defense Plants y Defense Supplies. Sucesivamente, la actual construcción y operación de los ductos se encontraría a cargo de la compañía War Emergency Pipelines (Ductos Emergencia de Guerra), una organización sin fines de lucro respaldada por un consorcio de las compañías petroleras más grandes de los Estados Unidos: Atlantic Refining, Cities Service Oil, Consolidated Oil, Gulf Oil, Pan American Petroleum and Transportation, Standard Oil, Tidewater Associated Oil, Shell Oil, Socony-Vacuum Oil, Sun Oil y la compañía Texas Pipe Line. 
La compañía WEP estaba dirigida por W. Alton Jones y Burt Hull, ambos con extensos historiales en la industria,  con Oscar Wolfe como el ingeniero a cargo, la compañía estableció sus oficinas en Little Rock, Arkansas.

## Construcción

### Diseño y administración

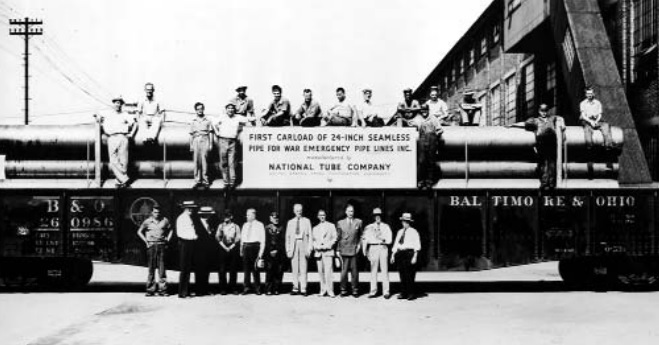
Primera carga de tubos de 24 pulgadas para el Big Inch

Los ductos Inch están compuestos por dos sistemas, el ducto Big Inch y el ducto Little Big Inch. Big Inch era un ducto de 0'6096 metros para petróleo crudo; funcionaba desde Longview, en el área petrolífera de East Texas, hacia Norris City, Illinois, y hacia Phoenixville, Pensilvania, donde se divide en ramales de 510 mm de diámetro. Un ducto corría a Nueva York y terminaba en Linden, Nueva Jersey, y otro corría a Filadelfia y terminaba en Chester Junction (Pensilvania). Little Big Inch, era una gran línea paralela con el propósito de transportar productos refinados, corría desde Beaumont, Texas, a Little Rock, Arkansas, donde se une a la ruta de Big Inch, haciendo uso de las mismas estaciones de bombeo. Desde allí se extendía a lo largo de la misma forma que el Big Inch a Nueva Jersey y Pensilvania.
El proyecto del oleoducto fue el más largo, grande y pesado de su tipo en el mundo. En total, Big Inch medía 2.018 kilómetros, con 357 kilómetros de líneas de distribución y alimentación secundaria, y tenía 28 estaciones de bombeo a lo largo de la ruta, aproximadamente cada 80 kilómetros. Little Big Inch medía 2.373.791,25 metros de largo, con 384.634,65 metros de líneas secundarias, y tenía siete estaciones de bombeo únicas a lo largo de su rama sur.
Charles Cathers del DPC dirigió el proyecto de ingeniería, la mayor parte de la obra fue emprendida por Oscar Wolfe y, en el ducto Little Inch, F.E. Richardson y L.F. Scherer. Una junta de todos los contratistas para construcción tomo parte al comienzo de julio para empezar el proyecto; en total, 82 compañías diferentes tomarían el proyecto del ducto en un fundamento “cost plus”, contratando alrededor de 16.000 empleados. La construcción requería que el gobierno obtuviera permiso para construir el ducto a través de 7.500 parcelas de tierra, de estas, el derecho de dominio eminente tenía que estar ejercido en 300 casos. El comandante Jubel Parten, director en Petroleum Administration for War, consideró el ducto Inch ser parte de “la cooperación gobierno-industria más asombrosa jamás alcanzada”.
A estos oleoductos pronto se les dio los nombres de “Big Inch” y “Little Big Inch” por los equipos de construcción, debido a sus diámetros sin precedentes. La construcción del proyecto fue anunciado profusamente, como parte del intento de la propaganda en tiempo de guerra, del gobierno de los Estados Unidos. Los noticieros presentaron mensajes televisivos tales como Pipeline Goes Through! y Pipe Dream Comes True- Oil!, y se hicieron algunos cortometrajes acerca del trabajo de construcción, incluyendo Pipeline. Los ductos también aparecieron en la película documental de RKO Pathé "Oil is Blood".

### Proceso de construcción

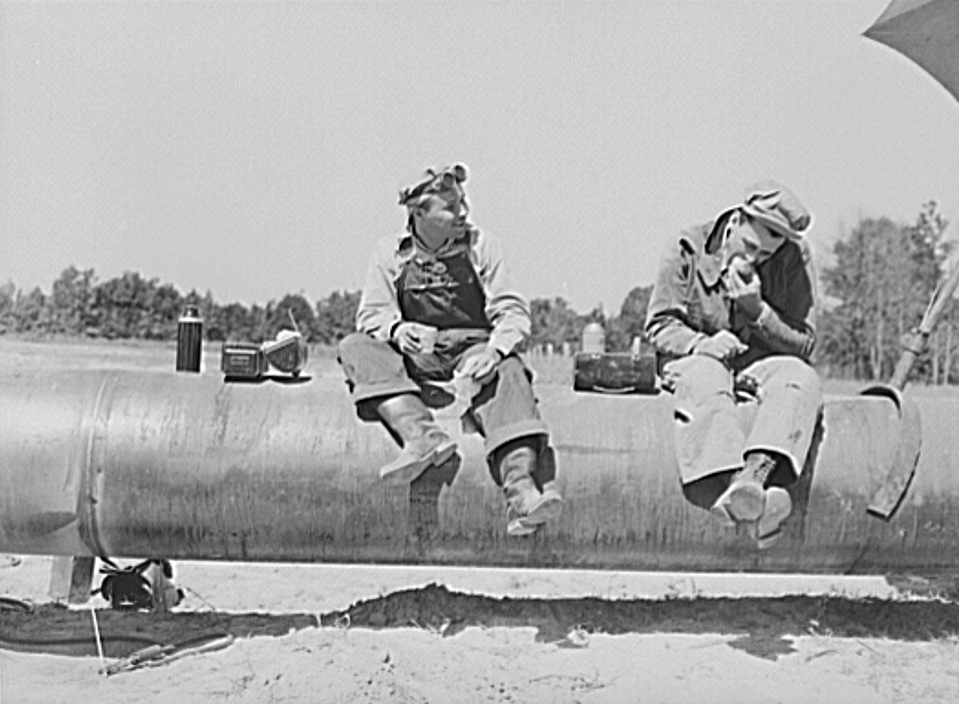
Trabajadores comiendo sentados sobre los ductos Big Inch,1942

Los oleoductos Big Inch fueron fabricados en secciones de una sola pieza de tuberías de acero, con una longitud de 13 metros, grosor de 3/8 pulgadas y con un peso de 1.900 kg. Little Big Inch en cambio utilizó tanto ductos de acero sin soldadura con un grosor de 5/16 pulgadas, como tubería con soldarura eléctrica, también se utilizó una pequeña cantidad de tubería sin soldar de ½ pulgada de grosor. Los ductos se colocaron en zanjas de una profundidad de 1,2 metros y 91 cm de ancho que se excavaron con trabajo manual y máquinas especiales. La tubería llevaba un procedimiento de limpieza en el cual un trabajador se metía en el interior de la tubería y comenzaba a limpiar con un paño y a unirlas, usando el método “Stovepiping” y el método “Roll-weld” o “firing line”.  “Stovepiping” es un viejo método; consiste en que el soldador trabaja entre dos tuberías inmóviles, en cambio el método “Roll-Weld” las tuberías van girando, permitiendo al soldador quedar en una sola posición para trabajar y uniendo hasta siete tuberías al mismo tiempo.
En caso de que los ductos necesitaran hacer una curva para adaptarse al trayecto, estos eran doblados usando un proceso de curvado en frío, en el cual tractores presionan y jalan los ductos a la posición necesaria. También usaban el método de curvado en caliente, en el cual el ducto era expuesto a calor mediante sopletes o lámparas para soldar, para después colocarlos en su lugar mediante placas. Durante la construcción de "Big Inch", se inventó una nueva pieza de equipo especializada en doblar tubería llamada placa de doblar Cummins, y fue utilizada en la construcción de los ductos “Little Big Inch”. Para proteger a los ductos de la corrosión, el exterior de cada uno era pintado con máquina y se cubría con una primera capa de esmalte de alquitrán de hulla, después recubiertos con una capa más de esmalte de alquitrán de hulla caliente, antes de ser envueltos en un filtro de amianto. Finalmente los ductos eran colocados en posición teniendo cuidado de no dañar los extremos; los ductos más largos eran tan pesados que requerían de un tractor modelo D-8 de Caterpillar equipado con contrapesos para levantarlos. Para completar el proceso, la zanja era rellenada.
Los ductos Big Inch tuvieron que pasar debajo de 33 ríos y 200 arroyos y lagos, así como debajo de 289 vías de ferrocarril y 626 intersecciones de carretera. Se perforaron túneles especialmente revestidos para colocar las tuberías debajo de las carreteras y vías de ferrocarril; zanjas especiales eran excavadas para colocar los ductos a lo largo de los cauces de ríos y lagos;añadiendo peso a las tuberías para mantenerlas sumergidas. Alrededor de 6'4 km de ductos fueron instalados debajo del agua. En zonas pantanosas, el suelo blando fue rellenado para dar un soporte más firme a los ductos.
Las estaciones de bombeo de los oleoductos fueron construidos en lotes de tierra de aproximadamente entre 4,5 hectáreas y 18 hectáreas de tamaño; aquellos con tanques de almacenaje tenían un terreno de entre 36 hectáreas y 53 hectáreas. Los edificios se construyeron de una forma simple y funcional utilizando materiales prefabricados de acero, pero como los materiales se volvieron escasos, se utilizó madera en su lugar.

### Terminación
La construcción de los ductos Inch, comenzó inmediatamente después de la fundación WEP , el 26 de junio de 1942. Se construyeron en 3 fases. La primera fase en ser construida fue Big Inch, su primer tramo corría hacia una terminal provisional en la ciudad de Norris, en donde el petróleo era descargado para la red de ferrocarriles. Una vez que este tramo se completó, se extendió hasta su terminal en Phoenixville. Cuando Big Inch fue terminado, comenzó el trabajo de la tercera fase del proyecto, la construcción de los ductos Little Big Inch.
La primera orden de compra fue por ductos de 127 400 toneladas y 61 cm de diámetro, y se expidió el 2 de julio de 1942. Para cumplir con la fecha límite de construcción que era el 1° de enero de 1943, la colocación de los ductos comenzó el 3 de agosto de 1942, cerca de Little Rock. Otras brigadas de trabajadores comenzaron la construcción inmediatamente en otros tramos localizados en Arkanzas y Texas. Para el 10 septiembre, los 8 equipos de trabajo dedicados a la construcción de los ductos; cada uno conformado por entre 300 y 400 trabajadores, estaban en área laboral. El plan de trabajo para la construcción de Big inch demandaba 8 km de ductos por día, pero rápidamente los trabajadores comenzaron a instalar 14 km de ductos por día. En total, aproximadamente 5,400,000 m³ de material fue excavado. El petróleo comenzó a correr a través de los ductos Big Inch entre Texas e Illinois la víspera de Año Nuevo de 1942. El trabajo en la construcción de Little Big Inch comenzó 1943.
El 14 de agosto de 1943, el petróleo crudo llegó por primera vez a Phoenixville a través de los ductos Big Inch, y el producto refinado llegaría por primera vez a través de los ductos Little Big Inch, el 2 de marzo de 1944. Los ductos Big Inch transportaban hasta 334.456 barriles de petróleo crudo por día y los ductos Little Big Inch 239.844 barriles de gasolina. Los ductos estaban entre los principales consumidores industriales de electricidad en los Estados Unidos requiriendo 3,8 millones de kilovatios por hora al día, para bombear el petróleo a lo largo de los ductos.
Aproximadamente 658.000 toneladas de materiales se necesitaron para el proyecto, incluyendo 21.185 cargas de tubería de acero en vagones de ferrocarril.

### Proceso de Construcción, documentado por John Vachon

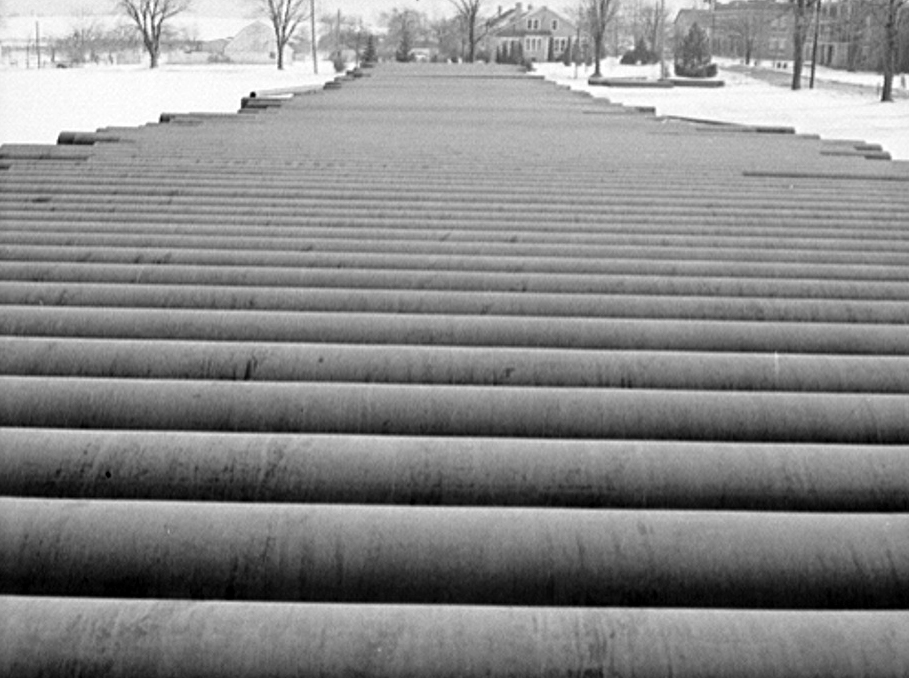
Tubos para Big Inch durante su entrega.
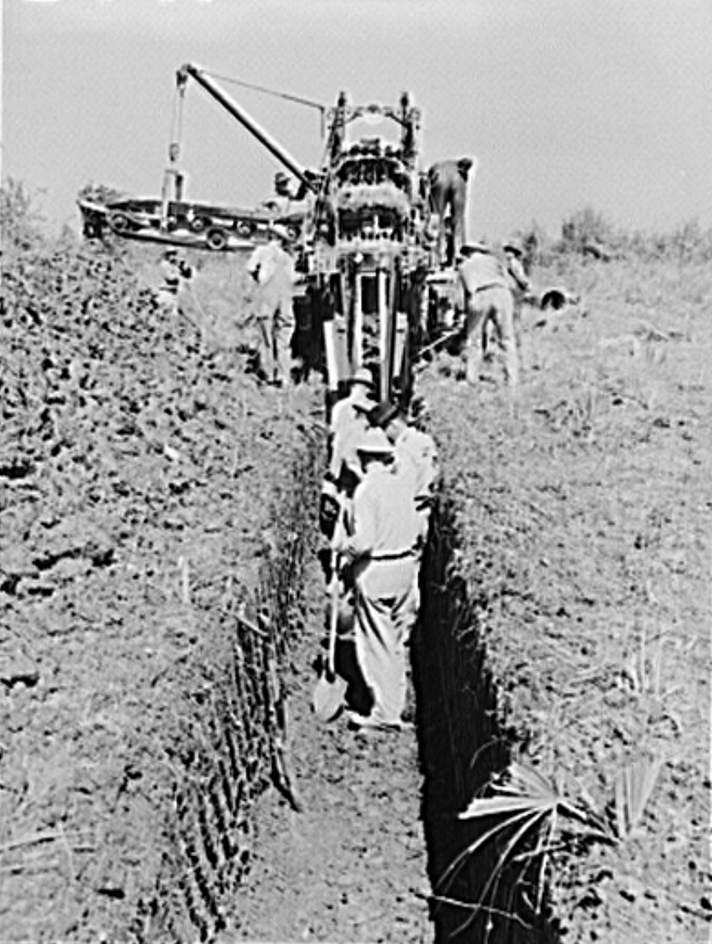
Cavando una zanja con la excavadora.
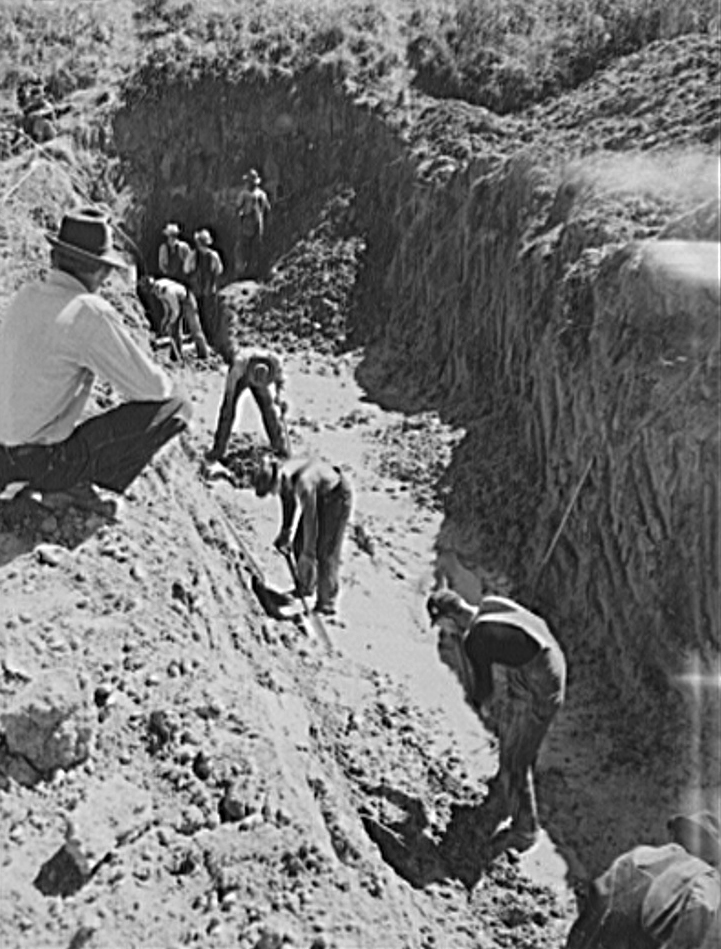
...o a mano.
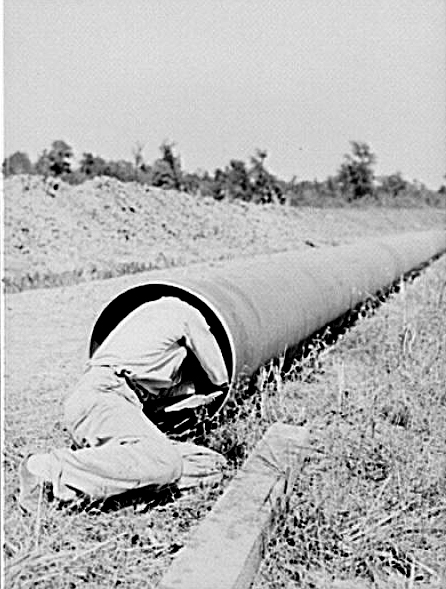
Limpiando el interior del ducto a mano,
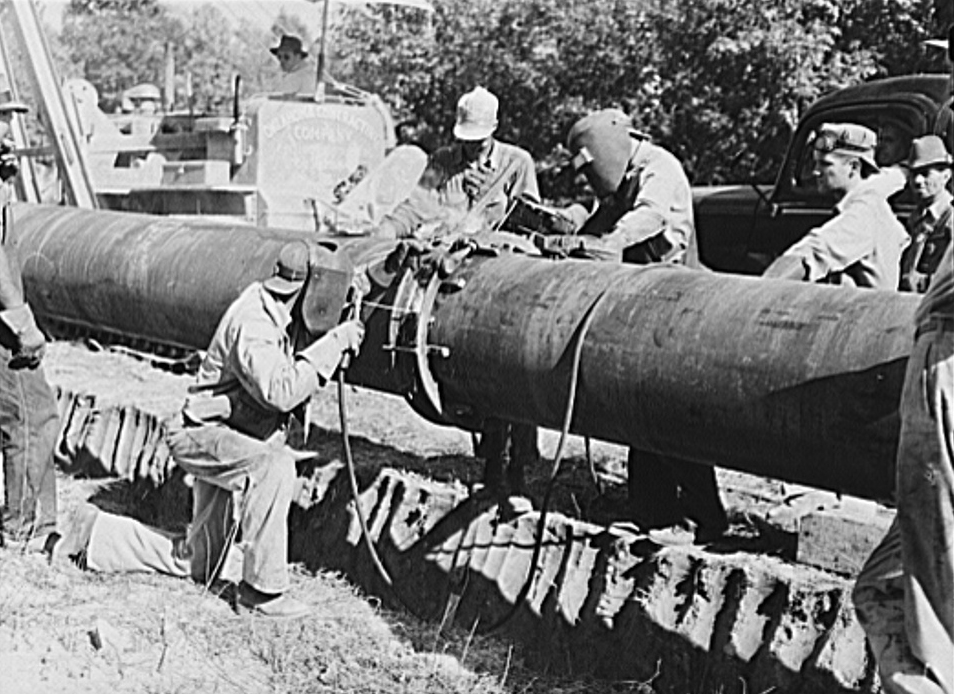
soldando por el método de ductos de una estufa,
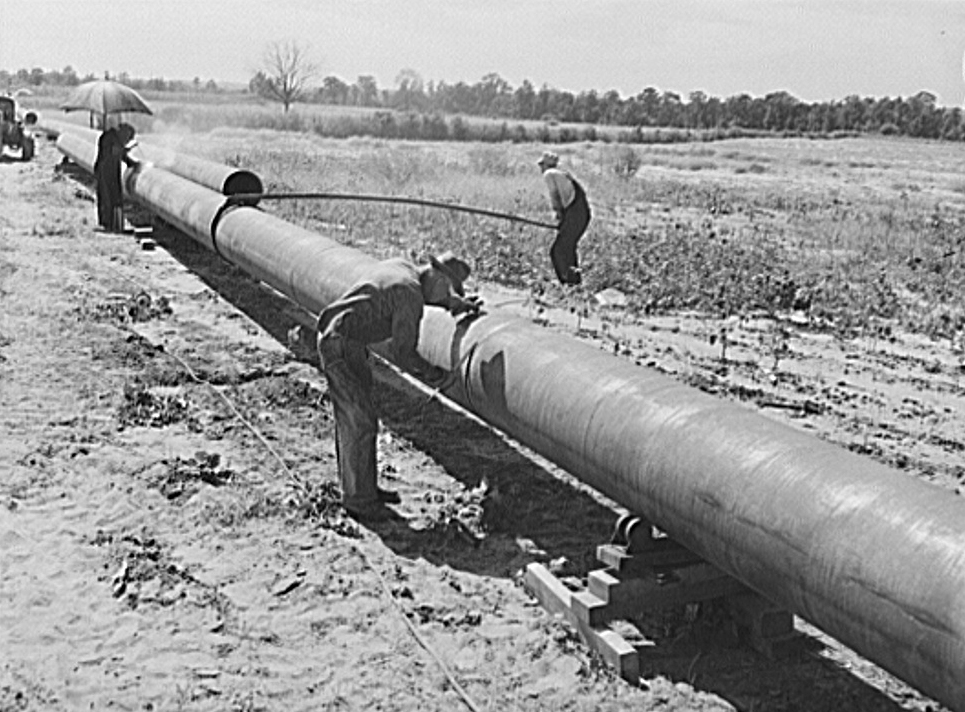
o el método de soldadura circular.
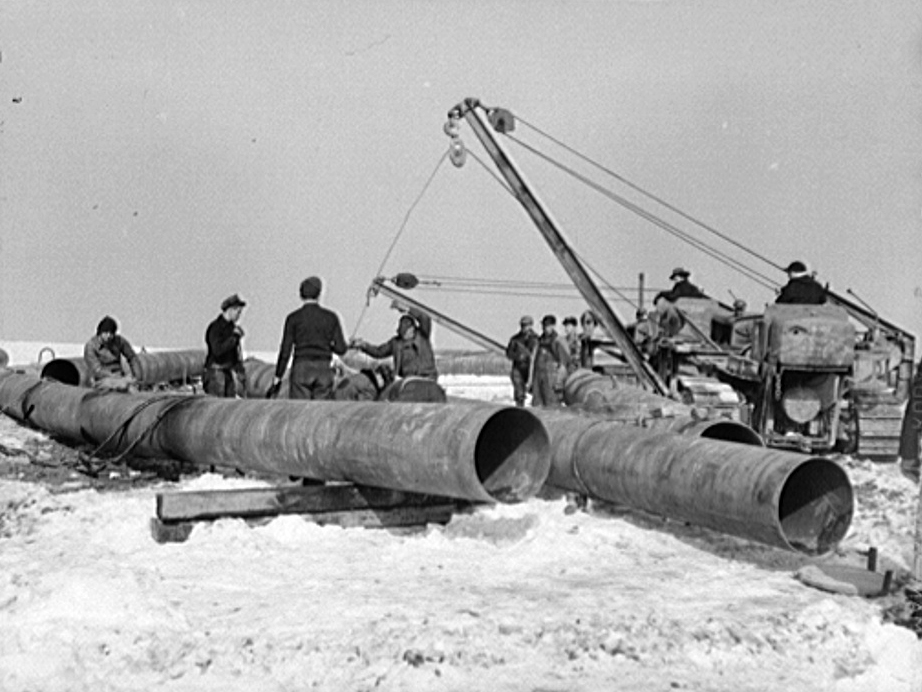
...y doblando los tubos si es necesario.
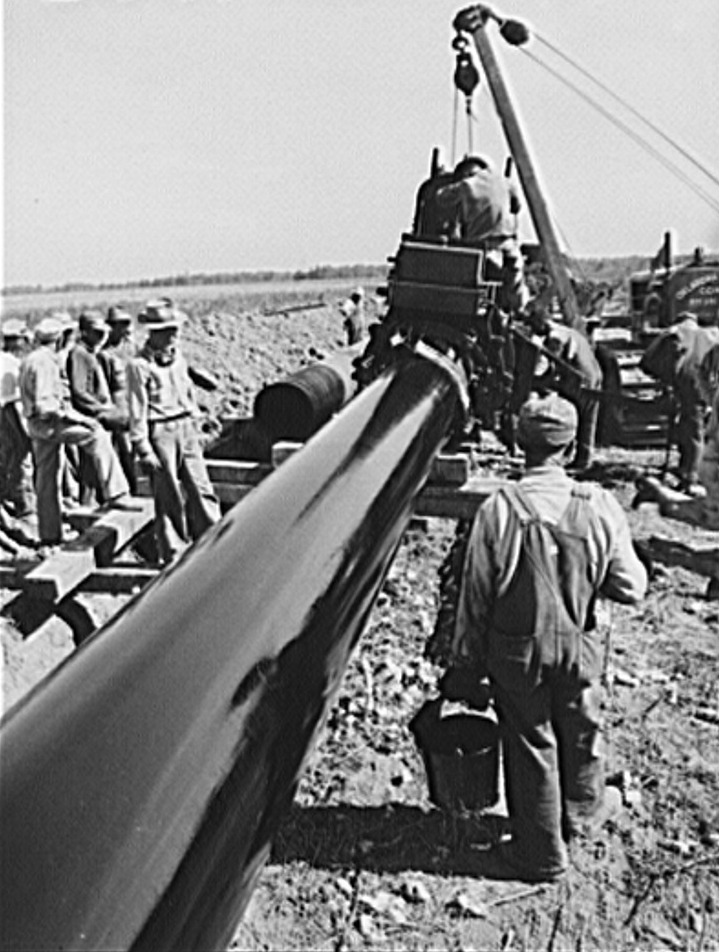
Recubriendo con asfalto.
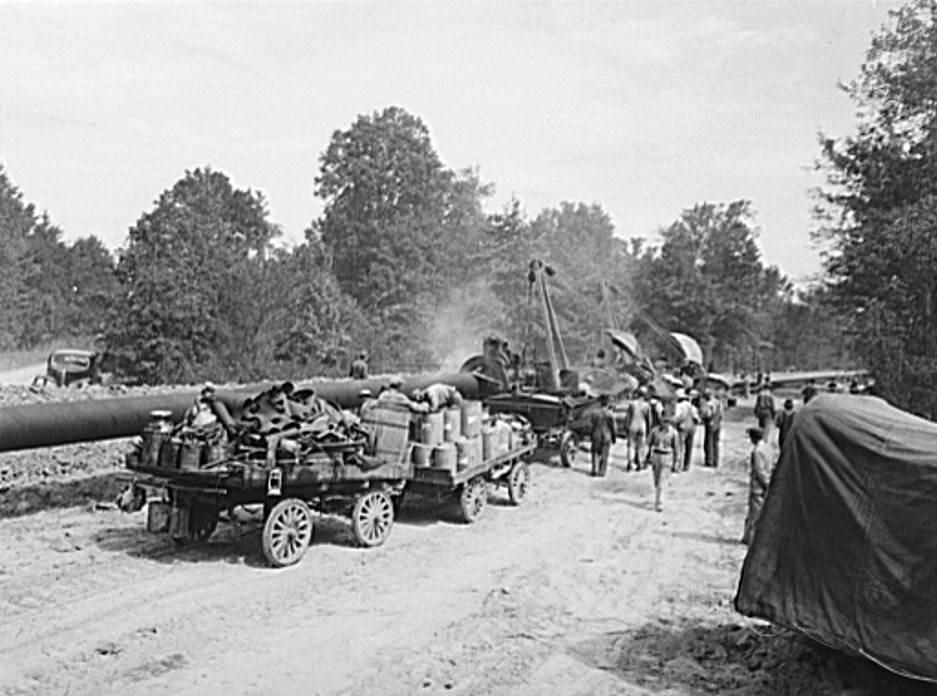
...y envolviendo con fibra.
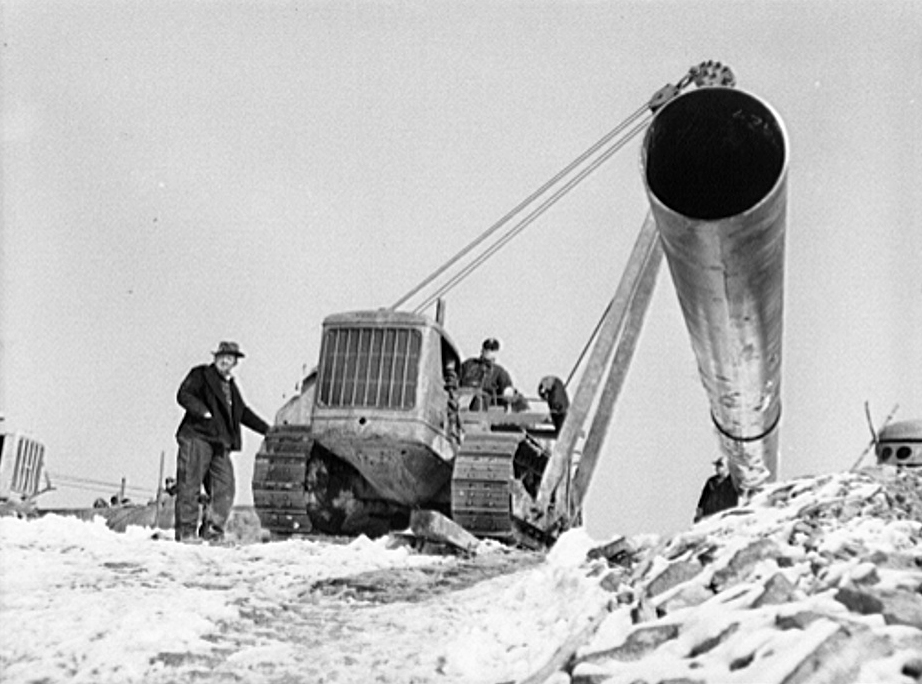
Acomodando los tubos en su lugar con un tractor caterpillar,
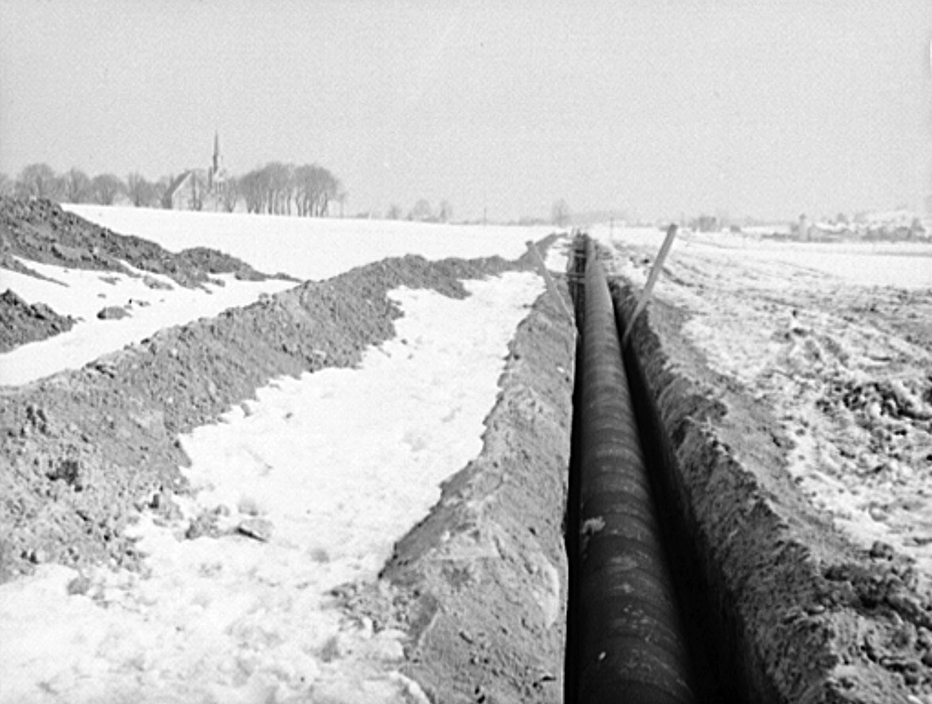
los ductos completamente puestos...
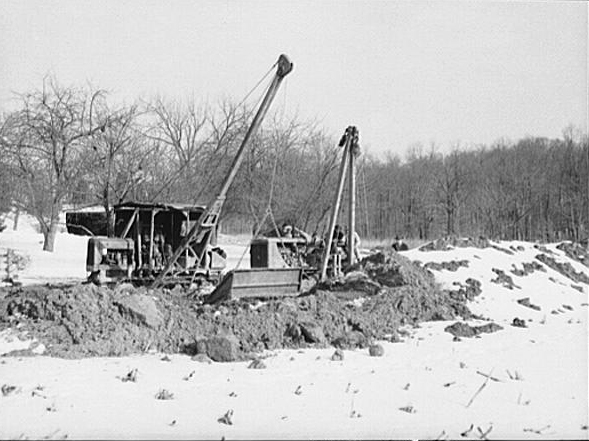
...y rellenando la zanja.

## Venta posguerra

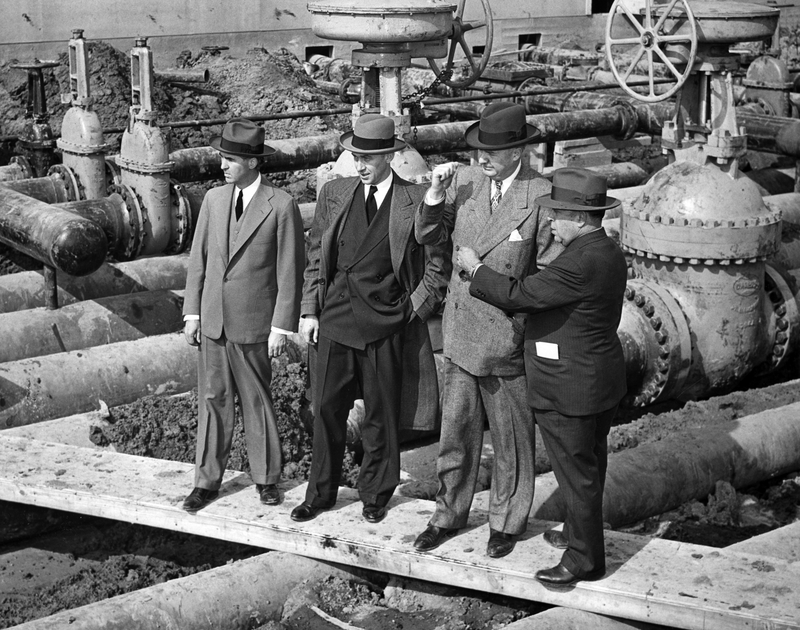
Ralph K. Davis, George Hull, W. Alton Jones, y Burt Hull en la inauguración oficial, 19 de febrero de 1943

Hacia el final de la guerra, había un debate considerable sobre el futuro de los oleoductos. Las principales compañías petroleras, tales como Standard Oil, hicieron campaña para la conversión de los ductos para transporte de gas natural. La demanda de gas natural se incrementó rápidamente y fue producido en grandes cantidades en los campos de petróleo de Texas, pero no pudo llegar al mercado en el noreste sino que fue quemado inútilmente en la atmósfera. El ferrocarril y las compañías de carbón, que vieron que era probable introducir competencia adicional para el carbón y carbón-gas, y por lo tanto menor demanda para sus bienes y servicios, argumentaron en contra de este movimiento. Las pequeñas compañías petroleras propusieron continuar usando los ductos para petróleo con el fin de socavar el transporte monolítico de las compañías más grandes.
El gobierno llevó a cabo un estudio para determinar el uso futuro de los oleoductos, y tomó en cuenta a los implicados, la mayoría de los cuales presentaban la solución que favorecía a sus compañías o industrias La investigación concluyó en que los ductos deberían ser vendidos para su uso continuo en el transporte de petróleo.
En 1946 fue anunciada una subasta de los ductos, diseñada para dar preferencia a los postores que pretendían usarlos para mover petróleo. Se recibieron 16 ofertas, con los mejores postores en efectivo siendo compañías que pretendían usar los ductos para gas natural. Evaluar las diferentes ofertas se probó difícil y las discusiones se involucraron en política nacional, con las compañías buscando apoyo de varios políticos de Washington. Mientras tanto una amenazante huelga nacional del sector del carbón elevó la preocupación sobre la disponibilidad del gas natural, fortaleciendo los argumentos del lobby de gas natural.
Un nuevo estudio fue declarado en noviembre, anulando la competición previa y las Inch Lines fueron transferidas a la War Assets Administration el 2 de diciembre de 1946, para su disposición. Con la decisión final sobre su venta pendiente, las líneas fueron rentadas a Tennessee Gas Company para el transporte de gas natural hasta Ohio y los Apalaches, pero no más al este, y solo durante 12 meses. Tennessee Gas no modificó los ductos en ninguna manera para su nuevo uso, y simplemente bombeo el gas a través del sistema bajo su propia presión, moviendo 3.900 millones de metros cúbicos (138 millones de pies cúbicos) de gas al día de esta forma.
Una segunda subasta se llevó a cabo, dando igual importancia a las ofertas para el gas natural que a aquellos que deseaban transferir petróleo crudo, aunque cualquier postor de gas natural sería obligado a mantener las estaciones de bombeo de petróleo para su uso en cualquier emergencia nacional. Diez ofertas fueron recibidas y el 8 de febrero de 1947, la Texas East Transmission Corporation (TETCO) fue declarada ganadora. Su oferta de 143.127.000 dólares haría de esta la privatización más grande de excedente de guerra tras la Segunda Guerra Mundial.

## Conversión por TETCO

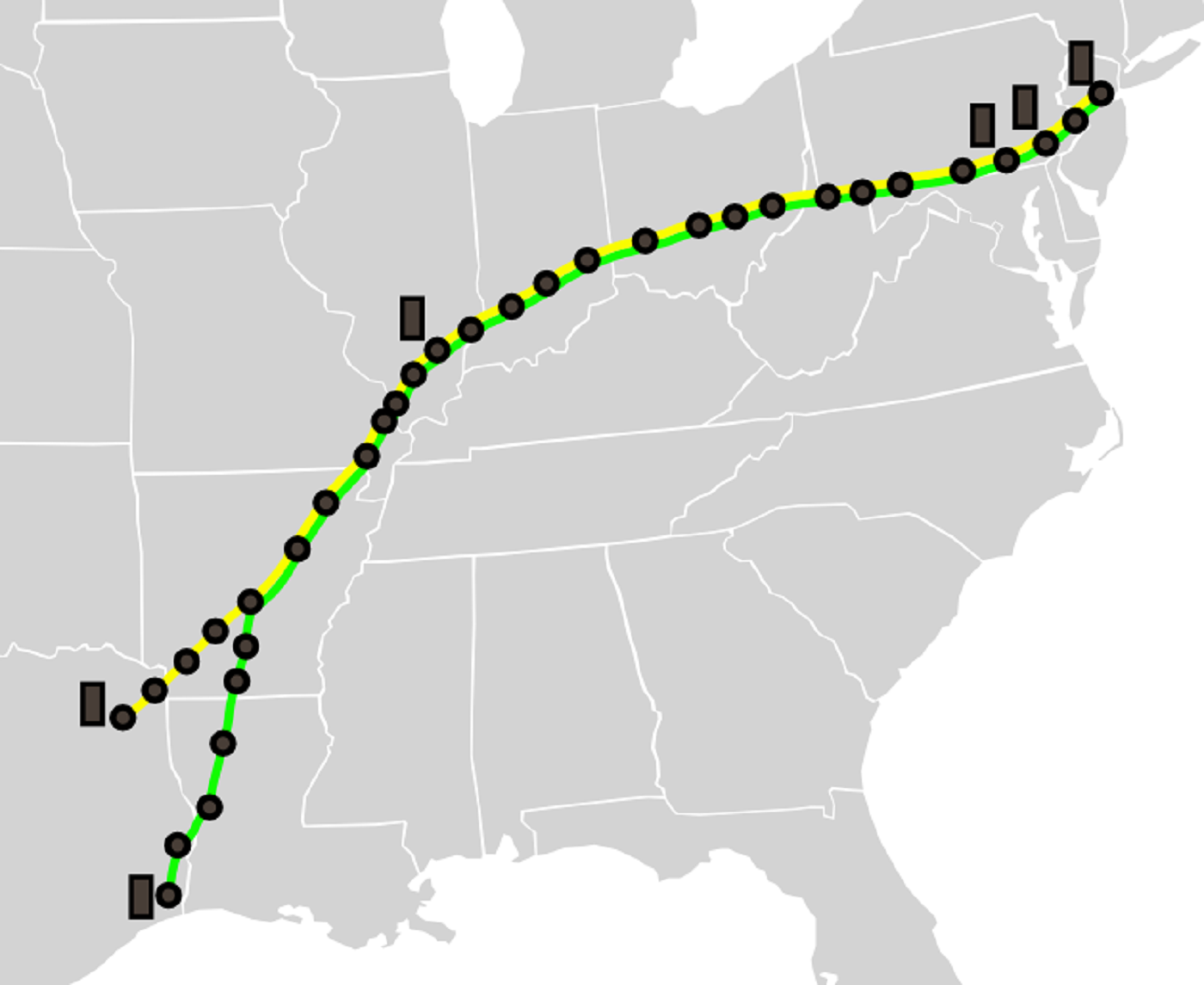
Mapa de los ductos Inch: amarillo - Big Inch, verde - Little Inch; círculos - estaciones de bombeo; rectángulos - almacenes de tanques

TETCO fue la creación de los abogados corporativos Charles Francis y James Elkins, quiénes convencieron a los especialistas en construcción George y Herman Brown, y al ingeniero en combustibles E. Holley Poe, que comprar los ductos Big y Little Inch era una oportunidad lucrativa. 
La compañía fue establecida específicamente para propósitos de pujar en una subasta, con una puja aproximada de $130 millones de dólares estimada sobre la base de la competencia; su propia oferta se excedió de esa cantidad en un 10 por ciento, y se agregaron 127.000 dólares para evitar sospechas por un número cerrado. 
TETCO creía que podía permitirse esta oferta porque tenía la intención de reutilizar motores eléctricos en los mecanismos de las estaciones de bombeo para transportar el gas natural; también creía que el precio del gas subiría considerablemente en el mercado posguerra.
Después de ganar la subasta, TETCO recolectó el dinero necesario para pagar al gobierno en una combinación de bonos y acciones de la compañía. Una investigación posterior del gobierno fue requerida antes de que la venta fuera concretada, lo que se complicó por la renuencia del estado de Pensilvania a permitir que los ductos fueran usados para bombear gas al este de su territorio. El gobierno de Pensilvania fue influenciado por la industria del carbón, quiénes temían por una baja en sus ventas, pero finalmente el estado cedió y la venta de ductos a TETCO fue finalmente completada en noviembre 1. El valor de la compañía aumentó, y los inversionistas fundadores vieron el valor de sus acciones aumentar en un 63%.
TETCO inmediatamente comenzó a convertir los ductos a líneas de transmisión de gas natural, permanentemente, bajo la dirección de Baxter Goodrich, su ingeniero en jefe. 24 estaciones de compresión fueron construidas a lo largo de los ductos con compresores centrifugales, aumentando la capacidad del sistema de 12.300.000 metros cúbicos al día; y las antiguas bombas fueron retiradas para reusarse en una crisis futura. Válvulas de acero reemplazaron los más antiguos y menos fiables diseños hechos de hierro fundido. La demanda continuó aumentando, requiriendo una capacidad adicional de compresores, y para enero de 1949 los ductos movían 14.400.000 metros cúbicos al día.
La ruta de oferta debilitaba a los mercados locales que manufacturaban gas, y las grandes ciudades del noreste rápidamente se cambiaron al uso de gas natural; el historiador David Waples describió como los ductos contribuyen a "la extraordinaria expansión de clientes de gas natural y los empleados en las compañías de gas después de la Segunda Guerra Mundial". Los ductos Inch alentaron el desarrollo de ductos en distancias largas en los Estados Unidos durante las épocas de 1960 y 1970.

## Uso Posterior
En 1957, la operación de Little Big Inch, y su propiedad al sur de Ohio, fue transferido de TETCO a la subsidiaria Texas Eastern Petroleum Products Corporation (TEPPCO), y convertido nuevamente al uso para productos petroleros. TEPPCO fue comprada por Enterprise Products en 2010. Alrededor de 1961, existió una discusión sobre si convertir a los ductos Big Inch nuevamente al uso de productor petroleros, pero continuaron como ductos de gas. En 1989, la corporación Panhandle Eastern tomó posesión de TETCO, y en 1997 se fusionó con Duke Power, para formar la Corporación Duke Energy, en 2007, los ductos de gas fueron removidos de Duke Energy, para pasar a formar parte de Spectra Energy Partners.
Los ductos Inch están listados en el Registro Nacional de Lugares Históricos. A lo largo de la rama oeste de los ductos, alrededor del 90 por ciento de los ductos son de la instalación original, aunque en el este, grandes partes han sido reemplazadas, debido a la ausencia de un revestimiento con protección anti-corrosión en la instalación original. 62 de los edificios originales de 1942 y 1943 aun permanecen, incluyendo estaciones de bombeo, oficinas, casas de empleados y talleres. Los edificios mejor conservados se encuentran en Pensilvania. Un kit de juego de "Ductos Big Inch" fue producido como juguete infantil en 1962 por la compañía Marx.

## Lista de Estaciones de Bombeo

### Big Inch y el norte de Little Big Inch
- Estación n.º 1: Longview, Texas
- Estación n.º 2: Atlanta, Texas
- Estación n.º 3: Hope, Arkansas
- Estación n.º 4: Donaldson, Arkansas
- Estación n.º 5: Little Rock, Arkansas
- Estación n.º 6: Bald Knob, Arkansas
- Estación n.º 7: Egypt, Arkansas
- Estación n.º 8: Fagus, Misuri
- Estación n.º 9-a: Oran, Misuri
- Estación n.º 9-b: Gale, Misuri
- Estación n.º 10: Lick Creek, Illinois
- Estación n.º 11: Norris City, Illinois
- Estación n.º 12: Princeton, Indiana
- Estación n.º 13: French Lick, Indiana
- Estación n.º 14: Seymour, Indiana
- Estación n.º 15: Oldenburg, Indiana
- Estación n.º 16: Lebanon, Ohio
- Estación n.º 17: Circleville, Ohio
- Estación n.º 18: Crooksville, Ohio
- Estación n.º 19: Sarahsville, Ohio
- Estación n.º 20: Wind Ridge, Pensilvania
- Estación n.º 21: Connellsville, Pensilvania
- Estación n.º 22: Rockwood, Pensilvania
- Estación n.º 23: Chambersburg, Pensilvania
- Estación n.º 24: Marietta, Pensilvania
- Estación n.º 25: Phoenixville, Pensilvania
- Estación n.º 26: Lambertville, Nueva Jersey
- Estación n.º 27: Linden, Nueva Jersey

### Parte en el sur de Little Big Inch
- Estación A: Baytown, Texas
- Estación B: Beaumont, Texas
- Estación C: Newton, Texas
- Estación D: Many, Luisiana
- Estación E: Castor, Texas
- Estación F: El Dorado, Arkansas
- Estación G: Fordyce, Arkansas